# Takaharu Nishino
Takaharu Nishino (japanisch 西野 貴治 Nishino Takaharu; * 14. September 1993 in Ibaraki) ist ein japanischer Fußballspieler.

## Karriere
Nishino erlernte das Fußballspielen in der Jugendmannschaft von Gamba Osaka. Hier unterschrieb er 2012 auch seinen ersten Profivertrag. Der Verein aus Suita spielte in der ersten japanischen Liga, der J1 League. Am Ende der Saison 2012 stieg der Verein in die zweite Liga ab. 2013 wurde er mit dem Verein Meister der zweiten Liga und stieg direkt wieder in die erste Liga auf. 2014 gewann er mit Osaka die Meisterschaft, den J.League Cup und den Kaiserpokal. 2015 gewann er mit dem Verein den Kaiserpokal. Für den Verein absolvierte er 47 Ligaspiele. 2017 wurde er an den Zweitligisten JEF United Chiba ausgeliehen. Für JEF absolvierte er fünf Ligaspiele. Im Juli 2017 kehrte er zu Gamba zurück. 2018 spielte er 25-mal für die U23-Mannschaft von Osaka in der dritten Liga. 2019 unterschrieb er einen Vertrag beim Drittligisten Kamatamare Sanuki.

## Erfolge
Gamba Osaka
- J1 League

Meister: 2014
Vizemeister: 2015
- J.League Cup

Sieger: 2014
Finalist: 2015, 2016
- Kaiserpokal

Sieger: 2014, 2015
Finalist: 2012